# 徐景福
徐景福（？—？），浙江遂昌人，清朝政治人物。同进士出身。
同治十年（1871年）辛未科进士。同治十三年（1874年）任江蘇娄县知县。光緒五年（1879年）十月署江蘇荆溪縣知縣。